# Segolatum

Segol

Ein Segolatum (Plural Segolata, hebräisch משקל סגולי "mischqal segoli") ist ein hebräisches Substantiv, bei dem zwischen zwei am Wortende stehenden Konsonanten ein unbetonter Sprossvokal eingefügt ist. Dies führt dazu, dass das Wort in der Grundform auf der vorletzten Silbe betont ist. Dieser Sprossvokal wird in der vokalisierten hebräischen Schrift meist durch das Zeichen Segol (e-Laut) wiedergegeben, was das Wort Segolatum (ungefähr „mit einem Segol Versehenes“ oder „Segoliertes“) erklärt.
Im engeren Sinne bezeichnet ein Segolatum ein Substantiv (selten auch eine Präposition oder ein Zahlwort), dessen Wortwurzel aus drei Konsonanten besteht. In einer früheren Form hatte dieses Wort nur einen kurzen Vokal zwischen dem ersten und zweiten Wurzelkonsonanten, jedoch keinen zwischen dem zweiten und dritten. Diese Form ist in verwandten arabischen Wörtern häufig noch zu finden. In späteren Sprachentwicklungen hat sich ein unbetonter Vokal zwischen die beiden letzten Wurzelkonsonanten eingeschoben.
Gelegentlich wird der Begriff Segolatum auch in dem Fall verwendet, dass der Sprossvokal nicht zwischen dem zweiten und dritten Wurzelkonsonanten, sondern zwischen dem dritten Wurzelkonsonanten und einer Endung steht, die aus einem einzelnen Konsonanten besteht. In diesem Fall entspricht das Vokal- und Betonungsmuster den typischen Merkmalen eines Segolatums, obwohl die Endung nicht zur Wortwurzel gehört.
Die meisten Segolata aus dem biblischen Hebräisch wurden mit allen ihren Beugungsformen ins moderne Hebräisch übernommen. Bei der Wiederbelebung der hebräischen Sprache seit Ende des 19. Jahrhunderts entstanden auch neue Segolata, die dieselben Regeln wie die älteren befolgen. Dieser Artikel bezieht sich somit gleichermaßen auf das biblische und moderne Hebräisch. Die Beispiele werden in einer vereinfachten Schreibweise präsentiert, um sie leichter lesbar zu machen, wobei feinere Unterschiede, insbesondere bei den Vokalzeichen, in Klammern angegeben werden. Leser, die nicht mit der hebräischen Schrift und Vokalzeichen vertraut sind, können die Klammern überlesen, ohne wesentliche Informationen zu verlieren.

## Charakteristische Eigenschaften von Segolata
Charakteristisch für Segolata ist:
- Nach den letzten beiden Vokalen steht jeweils genau ein Konsonant und die vorletzte Silbe ist betont.
- In der vokalisierten hebräischen Schreibung liegt eines der Muster vor, die im Abschnitt Segolatformen als Ergebnis einer Segolatbildung aufgezählt sind.

Jedes Substantiv, das in seiner Grundform eines dieser Charakteristika aufweist, ist ein Segolatum. Man kann also Segolata in der vokalisierten hebräischen Schreibung erkennen und dann auf die Betonung schließen. Aus der unvokalisierten Schreibung oder aus einer Transkription kann man das nicht.
Segolata werden nur von semitischen Wurzeln gebildet. Entlehnte Wörter behalten gegebenenfalls eine Doppelkonsonanz am Wortende, z. B. נרד nerd, deutsch ‚Narde‘, אזמרגד ismaragd, deutsch ‚Smaragd‘, קונצרט konzert, סטודנט student, wobei das erste davon bereits in der hebräischen Bibel vorkommt. Rein morphologische Segolata lassen sich aber auch aus Wortwurzeln nichtsemitischen Ursprungs bilden (siehe Beispiel meargenet von der Wortwurzel Alef–Resch–Gimel–Nun, den Konsonanten des Lehnworts organ[isieren]).

## Segolata aus drei Wurzelkonsonanten
Die eingangs beschriebenen Segolat-Wortformen, also solche mit unbetontem Sprossvokal in der letzten Silbe, sind nur die Grundform (Singular ohne Possessivsuffix) des jeweiligen Wortes. In diesem Abschnitt ist beschrieben, wie aus der ursprünglichen Wurzel die Segolatform und die übrigen Beugungsformen gebildet werden. Dabei werden nur die häufigsten Bildungen beschrieben. Daneben gibt es viele Abweichungen und Ausnahmen, die neben den regelmäßigen Formen in der „Historischen Grammatik“ von Bauer und Leander ausführlich diskutiert werden.
Von einem hebräischen Substantiv gibt es die folgenden Formen:
- das allein stehende Substantiv im Singular (Status absolutus)
- das Substantiv im Singular, das durch ein nachfolgendes Substantiv näher bestimmt wird (Status constructus)
- das Substantiv im Singular, das ein angehängtes Possessivsuffix trägt
- dieselben drei Konstrukte mit dem Substantiv im Plural
- für einige Substantive das allein stehende Substantiv im Dual – steht es nicht allein, werden die entsprechenden Pluralformen verwendet

Präpositionen und Zahlwörter, von denen auch einige Segolatformen haben, können wie Substantive Personalsuffixe tragen, z. B. schva'tenu (wir sieben) von scheva' (sieben) oder ezlenu (bei uns) von ezel (bei) analog zu klavenu (unsere Hunde) von kelev (Hund).

### Segolatformen
| {\displaystyle V_{1}} | {\displaystyle C_{2}} | {\displaystyle V_{1}'} | {\displaystyle V_{2}} |
| --------------------- | --------------------- | ---------------------- | --------------------- |
| a                     | nicht Waw oder Jod    | e (Segol)              | e (Segol)             |
| i                     | nicht Waw oder Jod    | e (Zere oder Segol)    | e (Segol)             |
| u                     | nicht Waw oder Jod    | o (Cholam)             | e (Segol)             |
| a                     | Kehllaut: א ה ח ע     | a (Patach)             | a (Patach)            |
| u                     | Kehllaut: א ה ח ע     | o (Cholam)             | a (Patach)            |
| a                     | Jod                   | a (Patach)             | i (Chireq)            |
| a                     | Waw                   | a (Qamaz)              | e (Segol)             |

Segolata sind entstanden aus semitischen Wurzeln der Form {\displaystyle C_{1}V_{1}C_{2}C_{3}} mit den drei Wurzelkonsonanten {\displaystyle C_{1}},  {\displaystyle C_{2}} und {\displaystyle C_{3}} sowie dem kurzen Vokal {\displaystyle V_{1}}, der den Lautwert /a/, /i/ oder /u/ haben kann. In der Grundform des Segolatums erscheint zwischen den Konsonanten {\displaystyle C_{2}} und {\displaystyle C_{3}} ein unbetonter Sprossvokal {\displaystyle V_{2}}, und der Vokal {\displaystyle V_{1}} wird durch den Vokal {\displaystyle V_{1}'} (siehe Tabelle links) ersetzt, so dass das Segolatum die Form {\displaystyle C_{1}V_{1}'C_{2}V_{2}C_{3}} hat. Der Sprossvokal ist meistens /e/ (Segol), z. B. nafsch → nefesch, sifr → sefer, qudsch → qodesch. Ist einer der beiden Konsonanten {\displaystyle C_{2}} und {\displaystyle C_{3}} ein Kehllaut (Alef, He, Chet, Ajin), so werden meistens die Vokale davor und danach zu /a/ (Patach) anstelle von /e/ (Segol), z. B. sar' → sera', ba'l → ba'al (wobei der Apostroph hier den Kehllaut Ajin bezeichnet). Ist der Konsonant {\displaystyle C_{2}} Jod oder Waw, so hat das Segolatum die Gestalt {\displaystyle C_{1}ajiC_{3}} bzw. {\displaystyle C_{1}aweC_{3}}, wobei letzteres nur in einer Handvoll Wörtern vorkommt. Ist der Konsonant {\displaystyle C_{3}} Waw, so verschmilzt er mit dem Sprossvokal zu /u/ (Schuruq), z. B. bahw → bohu, analog tohu wie in Tohuwabohu.
In vokalisierten Bibeltexten bekommt oft das letzte Wort vor dem Ende eines Verses oder einer Zäsur darin eine besondere Pausalform, die bei Segolata darin besteht, dass der Vokal {\displaystyle V_{1}'} ein /a/ (Qamaz) anstelle von /a/ (Patach) und oft auch von /e/ (Segol) ist. In modernen Texten kommen Pausalformen allenfalls als besonderes Stilmittel vor.
Alle Segolatformen stehen für den Singular im Status absolutus und meist auch im Status constructus. Einen abweichenden Status constructus des Singulars gibt es nur in den Spezialfällen 2 und 3 im Abschnitt Andere Wortformen.

### Wortformen mit ursprünglicher Doppelkonsonanz
Außer bei Segolata mit mittlerem Konsonanten Jod oder Waw taucht in vielen Wortformen die ursprüngliche Wurzel wieder auf, die keinen Vokal zwischen dem zweiten und dritten Konsonanten hat. Das betrifft alle Singularformen mit Possessivendung, die Dualform und einige Pluralformen. Der phonotaktische Grund für den Sprossvokal, die beiden Konsonanten am Wortende, ist durch das Anfügen der Endung weggefallen, weil jetzt ein Konsonant die Silbe schließt und der andere die darauffolgende Silbe mit der Endung eröffnet.
Liegt einer Wortform die ursprüngliche Wurzel zugrunde, so verschwindet der Vokal {\displaystyle V_{2}} wie in der ursprünglichen Wurzel. An seiner Stelle steht Schwa, und zwar im Singular und Dual immer ein ruhendes und im Plural fast immer ein schwebendes Schwa. Statt dieses Schwa steht nach einem Kehllaut {\displaystyle C_{2}} ein flüchtiges /ă/ (Chataf-Patach) oder /ŏ/ (Chataf-Qamaz), wenn die erste Silbe mit /a/ (Patach) bzw. /o/ (Qamaz qatan) vokalisiert ist. Der erste Vokal {\displaystyle V_{1}} der ursprünglichen Wurzel lebt wieder auf, und zwar:
- /a/ als /a/ (Patach),
- /i/ als /i/ (Chireq) oder nach Kehllaut {\displaystyle C_{1}} als /e/ (Segol) und
- /u/ als /o/ (Qamaz qatan) oder auch als /u/ (Qubbuz).

Da /e/ (Segol) als Vokal {\displaystyle V_{1}'} des Segolatums für ursprüngliches /a/ oder /i/ stehen kann, kann man dann der Segolatform nicht ansehen, welcher der beiden Vokale hier zur ursprünglichen Wurzel gehört hat.
Nicht nach diesem Muster werden die im nächsten Abschnitt behandelten Formen gebildet, insbesondere die Pluralform im Status absolutus.

### Andere Wortformen
In folgenden Fällen enthält eine Beugungsform eines Segolatums nicht die ursprüngliche Doppelkonsonanz:
1. Im Status absolutus des Plurals ist die Endung betont, und die zweite Silbe des Segolatums bekommt als Vortonsilbe ein /a/ (Qamaz), während der Vokal der ersten Silbe durch Schwa oder bei Kehllauten durch flüchtiges /ă/ (Chataf-Patach) ersetzt wird. Dasselbe gilt auch, wenn die gleiche Silbe in anderen Pluralformen die Vortonsilbe ist. Der Status constructus des Plurals fällt jedoch nicht unter diese Regel – dort ist die Betonung des nachfolgenden Substantivs für die ganze Verbindung maßgeblich.
2. Ist der mittlere der drei Konsonanten Jod oder Waw, so gilt die oben beschriebene Segolatform nur für den Status absolutus des Singulars. Im Status constructus des Singulars ist das Substantiv einsilbig, wobei Jod die Mater lectionis eines /ē/ (Zere–Jod) oder Waw die eines /ō/ (Cholam–Waw) wird; diese Form hat also die Gestalt {\displaystyle C_{1}{\bar {e}}C_{3}} bzw. {\displaystyle C_{1}{\bar {o}}C_{3}}. Alle anderen Formen werden in der Regel so gebildet, als hätte das Substantiv diese einsilbige Form gehabt. Insbesondere gibt es keine Formen, bei denen auf die ursprüngliche Wurzel zurückgegriffen wird. – Bei Wurzeln dieser Gestalt mit Waw in der Mitte gibt es oft anstelle des Segolatums nur die einsilbige Form und Ableitungen davon, z. B. qawl → qōl (Stimme), analog dōr (Generation), chōr (Loch), jōm (Tag) und andere.
3. Einige wenige Segolata bilden den Status constructus des Singulars mit wegfallendem ersten Vokal und /a/ (Patach) als zweitem.

### Beispiele
| arabisch   | hebräisch     | hebräisch   | hebräisch       | deutsch   |
| arabisch   | sein …        | Grundform   | Plural          | deutsch   |
| ---------- | ------------- | ----------- | --------------- | --------- |
| kalb كَلْب   | kalbo כַּלְבּוֹ    | kelev כֶּלֶב   | klavim כְּלָבִים    | Hund      |
| nafs نَفْس   | nafscho נַפְשׁוֹ  | nefesch נֶפֶשׁ | nëfaschot נְפָשׁוֹת | Seele     |
| malik مَلِك  | malko מַלְכּוֹ    | meleḵ מֶלֶךְ   | mëlaḵim מְלָכִים   | König     |
| sar' زَرْع   | sar'o זַרְעוֹ    | sera' זֶרַע   | sra'im זְרָעִים    | Samen     |
| ba'l بَعْل   | ba'ălo בַּעֲלוֹ   | ba'al בַּעַל   | bë'alim בְּעָלִים   | Besitzer  |
| sifr سِفْر   | sifro סִפְרוֹ    | sefer סֵפֶר   | sfarim סְפָרִים    | Buch      |
| djisr جِسْر  | gischro גִּשְׁרוֹ  | gescher גֶּשֶׁר | gscharim גְּשָׁרִים  | Brücke    |
| chidr خِدْر  | chedro חֶדְרוֹ   | cheder חֶדֶר  | chădarim חֲדָרִם   | Zimmer    |
| quds قُدْس   | qodscho קׇדְשׁוֹ  | qodesch קֹדֶשׁ | qodaschim קׇדָשִׁים | Heiligtum |
| bukra بُكْرَة | boqro בׇּקְרוֹ    | boqer בֹּקֶר   | bëqarim בְּקָרִים   | Morgen    |
| fi'l فِعْل   | po'ŏlo פׇּעֳלוֹ   | po'al פֹּעַל   | pë'alim פְּעָלִים   | Tat; Verb |
| —          | to'ŏro תׇּאֳרוֹ   | to'ar תֹּאַר   | të'arim תְּאָרִים   | Gestalt   |
| —          | tohŏjo תׇּהֳיוֹ   | tohū תֹּהוּ    | —               | Chaos     |
| sajt زَيْت   | sēto זֵיתוֹ     | sajit זַיִת   | sētim זֵיתִים     | Olive     |
| 'ajn عَيْن   | 'ēno עֵינוֹ     | 'ajin עַיִן   | 'ăjanot עֲיָנוֹת   | Quelle    |
| 'ajn عَيْن   | 'ēno עֵינוֹ     | 'ajin עַיִן   | 'ēnajim עֵינַיִם   | Auge      |
| bajt بَيْت   | bēto בֵּיתוֹ     | bajit בַּיִת   | battim בָּתִּים     | Haus      |
| mawt مَوْت   | mōto מוֹתוֹ     | mawet מָוֶת   | mōtim מוֹתִים     | Tod       |
| tacht تَحْت  | tachtaw תַּחְתָּיו | tachat תַּחַת  | —               | unter     |
| —          | ezlo אֶצְלוֹ     | ezel אֵצֶל    | —               | bei       |
| bajn بَيْنَ   | bēno בֵּינוֹ     | bajin* בַּיִן  | —               | zwischen  |

Bei diesen Beispielen sind in der Mitte die Segolatform, links daneben (zum leichteren Vergleich mit der meist ähnlichen Grundform im Arabischen) die Form mit dem Personalsuffix -o (sein) und rechts daneben der Plural im Status absolutus angegeben. Die arabischen Wörter sind jeweils mit den hebräischen verwandt, in manchen Fällen haben sie eine zwar ähnliche, aber nicht gleiche Bedeutung, z. B. arab. sajt (Öl) – hebr. sajit (Olive).
Die arabischen Konsonanten entsprechen mit einer Ausnahme (arab. bukra mit Wurzel b-k-r – hebr. boqer mit Wurzel b-q-r) den hebräischen Konsonanten, wie sie auch sonst in verwandten Wörtern korreliert sind.
Deutsche Transkription (auch in den nachfolgenden Tabellen)
Die deutsche Transkription der arabischen und hebräischen Laute ist möglichst einfach für den deutschen Leser, deswegen phonetisch ungenau und vor allem nicht umkehrbar eindeutig. Sie soll nur dazu dienen, den Wechsel der Vokale im gleichen Wort sowie den Einfluss des Dagesch bei den Begadkefat /b/–/v/, /k/–/ḵ/, /p/–/f/ (im Arabischen immer /b/, /k/, /f/) zu zeigen. Darüber hinausgehende Vergleiche sind damit nicht möglich. Die Begadkefat sollen aber von anderen Lauten unterscheidbar sein: daher wird /v/ (Vet) von /w/ (Waw), /k/ (Kaf) von /q/ (Qof) und /ḵ/ (Chaf) von /ch/ (Chet) verschieden notiert, obwohl in der heutigen hebräischen Aussprache die Unterschiede oft nicht gemacht werden. Der Apostroph steht für den arabischen und hebräischen Kehllaut Ajin, den es im Deutschen nicht gibt. Auch hebräisches Alef wird im Wortinneren mit Apostroph transkribiert, um anzuzeigen, dass dort ein Kehllaut steht.
Wie schon in den Erläuterungen oben werden das Breve für flüchtige Vokale und das Makron für solche langen Vokale verwendet, die einen vormaligen Konsonanten als Mater lectionis in sich aufgenommen haben. Das Zeichen /ë/ bezeichnet ein Schwa, das auch in der heutigen Aussprache als kurzes /e/ realisiert wird. Ansonsten werden Vokale in der Transkription nicht danach unterschieden, mit welchem hebräischen Vokalzeichen sie geschrieben werden.

## Analoge Sprossvokale in der Endung
Dieselbe Silbenstruktur wie bei Segolata tritt auch im Zusammenhang mit Endungen auf, wobei dann nur einer oder zwei der drei letzten Konsonanten zur Wortwurzel gehören.

### Taw als feminine Endung
| hebräisch       | hebräisch          | hebräisch          | deutsch         |
| mask.           | fem. st. abs.      | fem. st. constr.   | deutsch         |
| --------------- | ------------------ | ------------------ | --------------- |
| meleḵ מֶלֶךְ       | malka מַלְכָּה         | malkat מַלְכַּת        | König(in)       |
| isch אִישׁ        | ischa אִשָּׁה          | eschet אֵשֶׁת         | Mann / Frau     |
| gvir גְּבִיר       | gvira גְּבִירָה        | gveret גְּבֶרֶת        | Herrscher(-in)  |
| gever גֶּבֶר       | gveret גְּבֶרֶת        | gveret גְּבֶרֶת        | Herr / Dame     |
| ajjal אַיָּל       | ajjala אַיָּלָה        | ajjelet אַיֶּלֶת       | Hirsch(-kuh)    |
| —               | mivreschet מִבְרֶשֶׁת   | mivreschet מִבְרֶשֶׁת   | Bürste          |
| —               | rakkevet רַכֶּבֶת      | rakkevet רַכֶּבֶת      | Eisenbahnzug    |
| joschev יוֹשֵׁב    | joschevet יוֹשֶׁבֶת    | joschevet יוֹשֶׁבֶת    | Sitzende(r)     |
| mëdabber מְדַבֵּר   | mëdabberet מְדַבֶּרֶת   | mëdabberet מְדַבֶּרֶת   | Sprechende(r)   |
| mëschugga' מְשֻׁגָּע | mëschugga'at מְשֻׁגַּעַת | mëschugga'at מְשֻׁגַּעַת | Verrückte(r)    |
| më'argen מְאַרְגֵּן  | më'argenet מְאַרְגֶּנֶת  | më'argenet מְאַרְגֶּנֶת  | Organisator(in) |
| schofet שׁוֹפֵט    | schofetet שׁוֹפֶטֶת    | schofetet שׁוֹפֶטֶת    | Richter(in)     |
| schoter שׁוֹטֵר    | schoteret שׁוֹטֶרֶת    | schoteret שׁוֹטֶרֶת    | Polizist(in)    |
| fem.            | mask. st. abs.     | mask. st. constr.  | deutsch         |
| schalosch שָׁלֹשׁ   | schloscha שְׁלֹשָׁה     | schloschet שְׁלֹשֶׁת    | drei            |
| arba' אַרְבַּע      | arba'a אַרְבָּעָה       | arba'at אַרְבַּעַת      | vier            |
| 'eser עֶשֶׂר       | 'ăsara עֲשָׂרָה        | 'ăseret עֲשֶׂרֶת       | zehn            |

Im Hebräischen gibt es zwei feminine Endungen: den betonten Vokal /-a/ (Qamaz–He) und den Konsonanten /-t/ (Taw). Beide kommen jeweils in zwei Kontexten vor:
- um ein Adjektiv zu kennzeichnen, das zusammen mit einem Substantiv mit femininem Genus verwendet wird (Genuskongruenz) und
- um ein Substantiv für einen Menschen oder ein Tier in seiner Bedeutung zu verändern, so dass diese auf weibliche Wesen eingegrenzt wird (Movierung).

Weibliche Adjektivformen auf /-it/ sowie weiblich movierte Formen von Substantiven auf /-a/ bzw. /-at/ im Status constructus sind meist endbetont und daher keine Segolata.
Ein angehängtes /-t/ verbindet sich mit dem zweiten und dritten Wurzelkonsonanten in folgenden Fällen zu einer Segolatform:
- im Status constructus einiger Substantive, bei denen das angehängte /-at/ den Ton verliert und sein Vokal und der vorangehende beide zu /e/ (Segol) (bzw. bei Kehllaut zu /a/ (Patach)) werden,
- bei einer Reihe – oft erst in moderner Zeit aus semitischen Wurzeln neu gebildeter – femininer Substantive, die bereits im Status absolutus ein solches Segolatum sind,
- bei den meisten Partizipien von Verben, die wie Adjektive (z. B. „sitzend“), wie Substantive („Sitzende(r)“) oder wie Verben („er/sie sitzt“) verwendet werden können sowie
- bei Zahlwörtern wie im Folgenden beschrieben.

Maskuline Zahlwörter, also solche, die mit maskulinen Substantiven verwendet werden, tragen Endungen wie feminine Substantive und umgekehrt; deswegen sind in der über den Zahlwörtern eingefügten Zwischenüberschrift die Wörter „maskulin“ und „feminin“ vertauscht. Der Status constructus der maskulinen Zahlwörter von 3 bis 10 wird durch ein angefügtes /-t/ bezeichnet, das bei 3, 4, 5, 6 und 10 eine Segolatform bildet, Beispiel: milchemet scheschet hajamim: Sechstagekrieg. Zahlwörter über 10 haben nur einen Status und ab 20 eine genusunabhängige Form (bis auf die Einerstelle in zusammengesetzten Zahlwörtern).
Im Plural wird bei diesen Wörtern die Pluralendung /-ot/ nicht an die Endung /-et/ angehängt, sondern ersetzt sie, wobei der Vokal davor wegfällt oder zu /a/ (Qamaz) wird. Die übrigen Beugungsformen werden ähnlich gebildet wie bei Segolata aus drei Wurzelkonsonanten.

### Andere Endungen
| hebräisch                  | deutsch            |
| -------------------------- | ------------------ |
| elef אֶלֶף                   | tausend            |
| alpajim אַלְפַּיִם              | zweitausend        |
| arba'at ălafim אַרְבַּעַת אֲלָפִים | viertausend        |
| ofannajim אוֹפַנַּיִם           | Fahrrad            |
| ofannajiḵ אוֹפַנַּיִךְ           | dein(f) Fahrrad    |
| laschevet לָשֶׁבֶת             | (zu) sitzen        |
| schalachat שָׁלַחַתְּ            | du(f) hast gesandt |

Hier sind einige weitere Endungen zusammengestellt, die wie Segolata durch Aufsprengung einer Doppelkonsonanz am Wortende entstanden sind, wodurch die beiden letzten Silben dasselbe Vokal- und Betonungsmuster zeigen wie Segolata:
- Der Dual, den es hauptsächlich bei zweifach auftretenden Körperteilen (Hand, Bein, Auge, Ohr, Lippe, …), einigen Zeitbegriffen (Stunde, Tag, Woche, Monat, Jahr, …) und den Zahlwörtern für Hundert und Tausend gibt, hat die Endung -ajim mit einer segolatähnlichen Silbenstruktur. Der Dual von Zahlen und von Zeitangaben bedeutet dabei eine strikte Zweizahl, bei anderen Wörtern ersetzt er oft den Plural oder bezeichnet eine Zweiheit innerhalb eines Objekts wie beim „Zweirad“.
- Dieselbe Silbenstruktur hat die Endung -ajiḵ, die Feminin-Singular-Possessivendung der zweiten Person an einem Substantiv im Plural oder Dual.
- Einige der Verben, deren erster Wurzelkonsonant /j/ (Jod) oder /n/ (Nun) ist, verlieren diesen im Infinitiv und bekommen ein /-t/ (Taw) ans Wortende, das in ähnlicher Weise eine Segolatform bildet wie die gleichaussehende feminine Endung.
- Im biblischen Hebräisch erscheint bei Verben mit einem Kehllaut als drittem Wurzelkonsonanten in der 2. Person feminin Singular des Perfekts ein Sprossvokal /a/ (Patach) vor der Endung /-t/ (Taw mit Dagesch und Schwa). Anders als bei Segolata bleibt hier das Dagesch im Endkonsonanten erhalten.